# Kalašnikovo
Kalašnikovo (in russo  Калашниково?) è un insediamento di tipo urbano della Russia europea, situato nell'oblast' di Tver', nel circondario municipale Lichoslavl'skij.
Si trova 59 km a nord-ovest di Tver'. Ha una stazione ferroviaria sulla linea San Pietroburgo - Mosca.